# Rue Maurice-Loewy
La rue Maurice-Loewy est une voie du 14e arrondissement de Paris, en France.

## Situation et accès
La rue Maurice-Loewy est une voie publique située dans le 14e arrondissement de Paris. Elle débute au 16, rue de l'Aude et se termine en impasse.

## Origine du nom
Elle porte le nom de Maurice Loewy (1833-1907), qui était membre de l'Académie des sciences, directeur de l'Observatoire de Paris.

## Historique
Cette voie privée est ouverte sous le nom d'« impasse Saint-Charles », du nom du propriétaire qui l'a ouverte. Après avoir été classée dans la voirie de Paris par arrêté du 7 février 1933, sous le nom d'« impasse de l'Aude », En 1933 elles est nommée rue Georges Prade, nom d'un journaliste co-créateur du Tour de France cycliste. Elle prend sa dénomination actuelle par arrêté du 3 mars 1953.